# No Relax
I No Relax (o No-Relax) sono un gruppo musicale punk rock spagnolo formatosi nel 2005.
Nato come progetto di Joxemi, chitarrista del gruppo ska-punk spagnolo Ska-P, e Micky, ex cantante della band Bambole di pezza. Lo stile è influenzato dal punk, rock and roll anni cinquanta, tocchi di swing, reggae stile The Clash, hardcore, con accenni di Celtic punk.

## Storia del gruppo
Il primo contatto musicale tra Micky e Joxemi avviene lavorando insieme in Italia nel 2003, in primavera, durante la tournée degli Ska-p e delle Bambole di pezza; già da allora iniziano insieme a preparare qualche pezzo per un nuovo progetto alternativo ai loro gruppi di partenza.
Micky abbandona le Bambole di pezza decisione maturata già da tempo per via di divergenze musicali e caratteriali e a breve nasce il nuovo gruppo, ovvero i NO RELAX.
Fondendo i due stili nel marzo 2004 pubblicano il loro primo album autoprodotto, Gridalo! per la Incontrolable Records.

### Gridalo!
Uscito nel marzo 2004, autoprodotto, tratta temi che spaziano su tematiche sociali attuali: il maltrattamento degli animali e lo sfruttamento indiscriminato delle risorse naturali arrivando all'introspezione personale.
Le sonorità sono un connubio di diversi stili: il punk fuso con lo swing, il reggae, come sperimentato dai The Clash, lo street-punk, l'Oi!, l'hardcore ed il rock'n'roll degli anni cinquanta.
Iniziano a farsi conoscere con concerti dal vivo; ne realizzano trenta tra Italia e Spagna durante il 2004.
Nel febbraio 2005 gli Ska-p si fermano per un lungo periodo, intanto i No Relax si prendono una pausa dalla tournée estiva (che li ha portati a Barcellona, Madrid, davanti ad un pubblico di 10.000 persone, Milano ed altre città) per preparare materiale per un nuovo album.

### Virus de Rebelión
Nel settembre 2005 tornano in sala prove per la registrazione del secondo album, intitolato Virus de Rebelión (uscito poi nel febbraio 2006). Ancora una volta viene realizzato in due lingue per due mercati differenti (italiano per l'Italia e spagnolo per Spagna e America Latina). Con l'uscita del loro secondo lavoro firmano con un'etichetta indipendente, l'Ammonia Records.
Il tema della partecipazione ed attivazione sociale ritorna in Innorelax. In testi come Nana si trova l'impegno contro la depressione e la solitudine, così come in Invasion è ravvisabile una forte critica sociale (con Bush alla parola), od in Vado via (dalla quotidianità per recuperare un po' di libertà).
Ma non manca l'introspezione, come nel Reggae-Rock di Tutto d'un fiato o la riflessione più profonda su come sta finendo il mondo in Controguerra, L'Abbandono (il punto di vista di un animale abbandonato) e Non Siamo Differenti (un immigrato che descrive la sua situazione precaria ed instabile, che non cambia molto da Stato a Stato).
L'album rimane fedele alle radici Punk rock mescolato al Celtic punk come in Sorvegliando Te. Il Rock 'n' roll lo ritroviamo invece confermato in Buenastardes e nella cover dei Ramones: Do You Remember Rock 'n' Roll Radio? ed una sonorità definibile come Jazz-punk: Non Sparar sul Chitarrista.
Nel 2006 esceVirus de rebelión, che li porterà in Tour nei maggiori stati europei: Italia, Spagna, Francia, Germania e Svizzera.

### Indomabile
Uscito nel 2008. È un doppio disco in versione italiana e spagnola. Se in Virus de Rebellion la band si era ammorbidita con melodie quasi pop punk in questo terzo album arriva una energia e aggressività più matura. Molto più forte nel sound nei riff Indomabile è una bomba pronta a scoppiare. Seguono il tour varcando le porte dell'America Latina che da quel momento si innamora letteralmente della band. L'Argentina li accoglie con un calore inaspettato. Da quel momento inizia un amore profondo e mutuo.

### ANIMALibre
Uscito solo in versione spagnola (ad eccezione di 3 brani) nel 2011, con Julio degli Ska-P al basso e con la collaborazione di Dani degli Yokoano (ex-Porno Riviste) nella canzone Gabbie di sangue (brano sulla vivisezione: straziante, tagliente ed empatico). Un disco molto maturo, dai suoni duri e molto ricercati. Tematiche sempre di sfondo critica (anti) sociale, animalista, introspettiva.

## Formazione
- Micky - voce
- Joxemi - chitarra
- Julio Sanchez - basso
- Marco Esposito - batteria

## Discografia
- Gridalo! (2004)
- Virus de rebelión (2006)
- Indomabile (2008)
- ANIMALibre (2011)